# Buck-Tick
BUCK-TICK (em japonês: バクチク; romaniz.: Bakuchiku; estilizado em letras maiúsculas) é uma banda japonesa de rock visual kei formada em 1983 em Fujioka, Gunma. Sua formação conta com o vocalista Atsushi Sakurai, guitarristas Imai Hisashi e Hoshino Hidehiko e os irmãos Higuchi Yutaka, baixista, e Yagami Toll, baterista. Até o momento, lançaram 22 álbuns de estúdio e quase todos alcançaram o top 10 da Oricon Albums Chart.
A banda experimentou vários gêneros musicais diferentes ao longo de sua carreira de três décadas, como punk rock, rock industrial e gótico, entre outros. Buck-Tick é comumente creditado como um dos fundadores do movimento visual kei.
Algumas de suas músicas ainda vieram a se tornar temas para animes, tais como: "Dress", "Gessekai", "Diabolo", "Kagerou",[carece de fontes?] "Kuchizuke" e "Gekka Reijin".[carece de fontes?]

## Carreira

### Formação e primeiros anos (1983–1985)

Logotipo da banda

Buck-Tick foi originalmente formado no ano de 1983 em Fujioka com o nome de Hinan (非難) GO-GO por Imai Hisashi (que não sabia tocar nenhum instrumento até então) e os outros estudantes do ensino médio Higuchi Yutaka (também conhecido como U-ta), baixista, Hoshino Hidehiko na guitarra, Sakurai Atsushi, um estudante rebelde da mesma classe de Imai como baterista e Araki como vocalista. U-ta tentou convencer Hoshino de ser o vocalista por ser "bonito e alto" mas o guitarrista não estava interessado em ser o centro das atenções. Os membros também faziam parte do mesmo colégio que o vocalista do Boøwy, Kyosuke Himuro. Nesta época, estavam tocando apenas covers, principalmente da banda punk japonesa the Stalin.
Mais tarde, no mesmo ano, a banda passa a se chamar Buck-Tick, que significa fogo de artifício/ bombinha (do inglês, "firecracker"). Até este ponto Imai, Sakurai e Araki já estavam graduados, enquanto Higuchi e Hoshino terminavam seu último ano na escola.
Em 1985 a banda se muda para Tóquio, e essa não é a única mudança: Araki anuncia sua saída da banda. Após argumentar e muito trabalho em convencer os outros membros da banda, Sakurai sai da bateria para ocupar os vocais deixando um Buck-tick sem baterista. U-Ta retorna para casa com o intuito de recrutar seu irmão mais velho para o lugar desocupado na banda.
Mais experiente que os demais da banda, Yagami Toll já havia tocado em outras bandas, mas a sua banda mais recente, SP, havia acabado há pouco. Toll não estava muito entusiasmado em se juntar à banda de seu irmão mais novo mas, no final, U-ta o convenceu. Somando Toll á formação da banda, o Buck-tick permaneceu nesta formação até o atual momento.
Após 1986 houve muita atividade para o Buck-tick, começando pelo contrato com a Taiyo Records: Kazuyo Sawaki, representante deste selo indie independente, conheceu a banda em um show em Shibuya, fechando assim o contrato com o grupo.
No ano posterior o contrato foi feito com o selo Victor, selo este maior que o anterior. A banda se empenhou em três turnês sem parar, muitas performances solo ao vivo e três álbuns, o que os manteve nos olhos do público, onde sua popularidade continuava a crescer.
Em 1988, quando a banda se apresentou no Sound on Wave 1988, eles anunciaram que "somente colocariam seu cabelo em pé quando estivessem afim". Assim, eles estavam deixando seu visual consagrado. Em setembro, Buck-Tick foi a Londres para gravar seu quarto álbum de estúdio, Taboo, produzido por Owen Paul. Também se apresentaram lá, no clube de música Greyhound, e entre os que compareceram ao show estavam membros da banda Der Zibet, que também estava gravando em Londres na época. Os membros do Buck-Tick adoravam Londres, especialmente Sakurai, que sentia que a cena musical de lá era mais acolhedora com música dark e séria. De fato, com Taboo, a banda entrou em um som mais sombrio e sério, que recebeu muitas críticas dos membros da cena musical japonesa que antes pensavam em Buck-Tick como pouco mais do que ídolos. O álbum se tornou o primeiro da banda a alcançar o número um nas paradas quando foi lançado, em janeiro de 1989.
Em março de 1989, a banda iniciou sua turnê em promoção ao Taboo. Nesse ponto, eles haviam parado de usar cortes de cabelo tão extravagantes e Sakurai parou de tingir o dele, mantendo-o preto. A turnê estava programada para durar até maio, mas foi cancelada abruptamente quando Imai foi preso por posse ilegal de LSD. O incidente foi coberto por jornais e tabloides na época, contudo a banda não costuma comentar sobre o assunto.
Em 1991 o BUCK-TICK lançou um álbum de rearranjos chamado "Symphonic Buck-Tick in Berlin", com a Orquestra de Câmara de Berlim.
Em 1992, a banda grava a música Yokan, com a banda gótica holandesa Xymox (Clan of Xymox)
A parceria de sucesso com o selo Victor chega ao fim em 1997, com o contrato com a Mercury Music Entertainment.
Em 2001, num projeto paralelo intitulado "Schwein", Atsushi Sakurai e Hisashi Imai, junto com Sascha Konietzko (da banda industrial alemã KMFDM) e Raymond Watts (banda industrial PIG), lançando o álbum "Schweinstein"
Trocando de selo, em 2000 o Buck-tick assina contrato com BMG-Funhouse.

### Aniversário de 25 anos e Lingua Sounda (2012–2020)
Em comemoração do aniversário de 25 anos de banda em 2012, o Buck-Tick abriu um site especial onde anunciou a criação de sua própria gravadora independente, Lingua Sounda. Seus primeiros lançamentos na gravadora seriam um novo single na primavera de 2012 e um álbum no verão. Eles lançaram duas boxes em março de 2012, uma contendo trabalhos de 1987 a 1999 e a outra de 2000 a 2010, intituladas Catálogo Victor→Mercury 87–99 e Catálogo Ariola 00–10, respectivamente. O single "Elise no Tame ni" foi lançado em 23 de maio, no mesmo dia do DVD do show Day in Question de 2011. A banda também apresentou a música tema da peça Tenshu Monogatari. Seu próximo single, "Miss Take ~Boku wa Miss Take~", foi lançado em 4 de julho. Os fãs que encomendaram "Miss Take" e "Elise" tiveram a chance de ganhar ingressos para a gravação do vídeo promocional da banda para a nova música "Climax Together".
O segundo álbum de tributo a banda, Parade II ~Respective Tracks of Buck-Tick~, foi lançado em 7 de julho contando com a participação de 13 artistas como Acid Black Cherry, Polysics, Acid Android, etc. Lançaram seu décimo oitavo álbum de estúdio, Yume Miru Uchuu, em 19 de setembro, antes de realizar o festival Buck-Tick Fest 2012 On Parade em 22 e 23 de setembro, que atraiu cerca de 14.000 fãs e incluiu bandas que aparecem no álbum tributo, como D'erlanger, Mucc, Merry, Pay Money to My Pain e outros.
Um filme especial do 25.º aniversário da banda intitulado Buck-Tick Phenomenon foi exibido nos cinemas japoneses em duas partes em 2013, a primeira parte com estreia em 15 de junho e a segunda em 22 de junho, cada uma estando em cartaz por uma semana. A banda escreveu duas novas canções exclusivas para o filme, "Love Parade" composta por Hoshino e "Steppers -Parade-" por Imai. Buck-Tick lançou o single "Keijijou Ryuusei" em 14 de maio de 2014, e seu décimo nono álbum de estúdio, Arui wa Anarchy, em 4 de junho.
Em 28 de junho de 2015, Buck-Tick se apresentou no Lunatic Fest, festival organizado por Luna Sea, e o baixista J cantou "Iconoclasm" com a banda no palco. No final do show chamado Day in Question em 29 de dezembro de 2015, a banda anunciou seu retorno à Victor Entertainment com Lingua Sounda se tornando sua subgravadora. Em 11 de setembro de 2016, o grupo fez o terceiro show Climax Together na Arena de Yokohama, 12 anos após o segundo e 24 anos após o primeiro. Buck-Tick lançou o single "New World" em 21 de setembro de 2016 e seu vigésimo álbum de estúdio Atom Miraiha No.9 em 28 de setembro.
Buck-Tick ganhou o prêmio "Artista Inspirador" no MTV Video Music Awards Japan de 2017. O single "Babel" foi lançado em 15 de novembro deste ano. Após o lançamento de "Moon Sayonara wo Oshiete" em 21 de fevereiro de 2018, o vigésimo primeiro álbum No.0 foi lançado em 14 de março. Eles se apresentaram na primeira noite do evento hide 20th Memorial Super Live Spirits em Tóquio em 28 de abril de 2018, em memória ao guitarrista Hide. Em 9 de dezembro de 2018, Sakurai estava visivelmente mal durante um show em Zepp Divercity, mas ele insistiu em terminar a apresentação. Após o show, ele foi diagnosticado com hemorragia gastrointestinal e os shows subsequentes tiveram de ser adiados para seu tratamento.
Em 2020, o Buck-Tick lançou um single no começo do ano, "Datenshi" (堕天使) em 29 de janeiro. Uma turnê para membros do fã clube foi anunciada, mas adiada devido a pandemia de COVID-19. Outro novo single, "Moonlight Escape" foi lançado em 26 de agosto. No dia 22 de julho de 2020, a banda anunciou o lançamento de seu novo álbum, Abracadabra, disponível a partir de 21 de setembro. Foi o primeiro álbum da banda a ser lançado internacionalmente, em 20 de novembro.

### 35° aniversário (2021–presente)
O single "Go-Go BT Train" foi lançado em setembro de 2021 e uma turnê nacional foi anunciada. Em junho de 2022, a banda anunciou seus planos para comemorar o 35.º aniversário de carreira. Eles lançarão um álbum de compilação especial intitulado CATALOG THE BEST 35th anniv. e durante o outono, farão vários shows de grande escala na Arena de Yokohama.

## Estilo musical
A música de Buck-Tick mudou e evoluiu imensamente ao longo de sua carreira. Seus trabalhos iniciais são que os japoneses chamam de "punk positivo". Com Taboo (1989), começaram a experimentar um som mais profundo, que amadureceu com Kurutta Taiyou (1991). Darker Than Darkness -Style 93- mergulhou em um som de rock industrial mais áspero que continuou até Mona Lisa Overdrive (2003). Com Juusankai wa Gekkou de 2005, eles adotaram deliberadamente um conceito gótico, que eles combinaram com um som de rock retrô para os álbuns Tenshi no Revolver (2007) e Memento Mori (2009). Seu próximo álbum, Razzle Dazzle, de 2010, incorporou muitas instâncias de dance-rock.
Jrock Revolution descreveu o estilo da banda como tendo ido "dos sons borbulhantes do pop ao zumbido do cyberpunk eletrônico, ao gótico aveludado lascivo, ao estilo suave do hard rock e vice-versa". Sakurai, que é o principal letrista da banda, é famoso pela decadência erótica de suas letras (que agora são predominantemente em japonês), mas também aborda frequentemente temas psicológicos existenciais. Suas letras também são descritas como "dança em um devaneio sobre a realidade". A música "Rakuen (Inori Koinegai)" causou controvérsia porque algumas das letras foram retiradas do Alcorão e mais tarde o álbum foi relançado com a parte ofensiva removida em novembro de 1995.

## Influência
Considerado um dos fundadores do movimento visual kei, Buck-Tick influenciou inúmeras bandas e músicos. Kiyoharu (Kuroyume, Sads) entrevistou Sakurai duas vezes em seu programa de rádio, durante os festivais de aniversário do Buck-Tick, e declarou que Sakurai era "tão sedutor" e "uma pessoa maravilhosa". Takanori Nishikawa (Abingdon Boys School) é outro fã declarado de Buck-Tick, e entrevistou toda a banda no programa de TV Pop Jam. O vocalista do Dir en grey, Kyo, se inspirou em Sakurai para se tornar um rock star depois de ver uma foto de Sakurai na mesa de um colega de escola. Da mesma forma, no ensino médio seu colega de banda Die se interessou pelo rock após ouvir Aku no Hana. O vocalista do D Asagi citou Buck-Tick como uma de suas maiores influências. Seu colega de banda Tsunehito também nomeou Buck-Tick como uma de suas duas bandas japonesas favoritas. A banda de Nagoya kei Deadman citou Buck-Tick como uma inspiração. Conhecidos músicos da cena visual kei, Tatsurō (Mucc), Yuu (Merry), Aie (Deadman), Lay (Fatima) e Tsuyoshi (Karimero) formaram uma banda cover de Buck-Tick chamada Bluck-Tlick em 2011.

## Integrantes

### Formação atual
- Hisashi Imai (今井 寿 (Imai Hisashi) – guitarra solo, vocais de apoio (1983–presente)
- Hidehiko "Hide" Hoshino (星野 英彦 (Hoshino Hidehiko) – guitarra rítmica, vocais de apoio (1983–presente)
- Yutaka "U-ta" Higuchi (桶口 豊 (Higuchi Yutaka) – baixo (1983–presente)
- Toll Yagami (ヤガミ トール (Yagami Tōru) – bateria, percussão (1985–presente)

### Ex integrantes
- Araki (アラキ) – vocais (1983–1985)
- Atsushi Sakurai (櫻井 敦司 (Sakurai Atsushi) – vocais (1985–2023), bateria (1983–1985), faleceu em 2023

## Discografia

### Álbuns de estúdio
| - Hurry Up Mode (1987) - Sexual XXXXX! (1987) - Seventh Heaven (1988) - Taboo (1989) - Aku no Hana (1990) - Kurutta Taiyou (1991) - Koroshi no Shirabe: This Is NOT Greatest Hits (1992) - Darker Than Darkness -Style 93- (1993) - Six/Nine (1995) - Cosmos (1996) - Sexy Stream Liner (1997) - One Life, One Death (2000) | - Kyokutou I Love You (2002) - Mona Lisa Overdrive (2003) - Juusankai wa Gekkou (2005) - Tenshi no Revolver (2007) - Memento Mori (2009) - Razzle Dazzle (2010) - Yume Miru Uchuu (2012) - Arui wa Anarchy (2014) - Atom Miraiha No.9 (2016) - No. 0 (2018) - Abracadabra (2020) - Izora (2023) |

## Prêmios
| Ano  | Prêmio                       | Categoria          | Trabalho             | Resultado |
| ---- | ---------------------------- | ------------------ | -------------------- | --------- |
| 1988 | 30° Japan Record Awards      | Novo artista       | "Just One More Kiss" | Venceu    |
| 2017 | MTV Video Music Awards Japan | Artista inspirador | Buck-Tick            | Venceu    |